# 布吉尼翁莱莫雷
布吉尼翁莱莫雷（法語：Bourguignon-lès-Morey，法語發音：[buʁɡiɲɔ̃ lɛ mɔʁɛ]，意为“莫雷附近的布吉尼翁”）是法国上索恩省的一个市镇，属于沃苏勒区。

## 地理
布吉尼翁莱莫雷（47°42'35"N, 5°42'12"E）面积9.84 平方千米，位于法国勃艮第-弗朗什-孔泰大區上索恩省，该省份为法国东部内陆省份，北起顺时针与孚日省、贝尔福地区省、杜省、汝拉省、科多尔省和上马恩省接壤。
与布吉尼翁莱莫雷接壤的市镇（或旧市镇、城区）包括：法兰库尔、普雷西尼、翁库尔、沙尔姆圣瓦尔贝、莫莱、拉罗什莫雷。

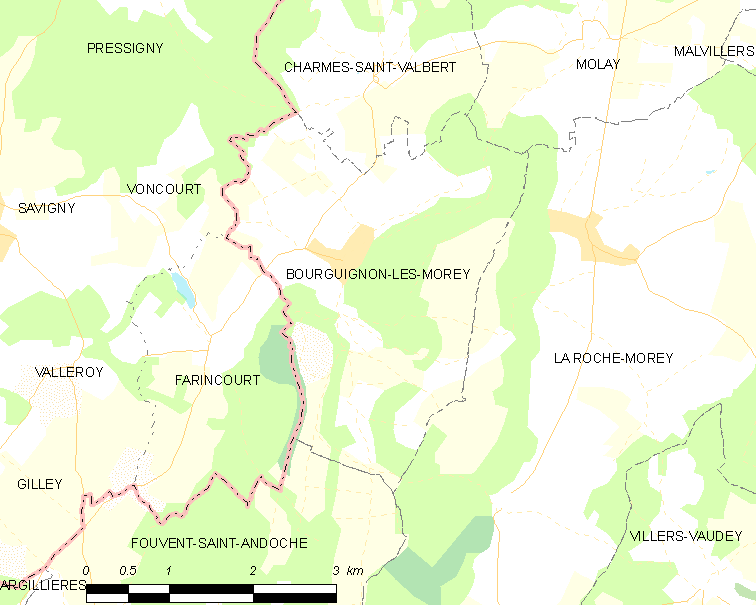
布吉尼翁莱莫雷的OSM定位图

布吉尼翁莱莫雷的时区为UTC+01:00、UTC+02:00（夏令时）。

## 行政
布吉尼翁莱莫雷的邮政编码为70120，INSEE市镇编码为70089。

## 政治
布吉尼翁莱莫雷所属的省级选区为瑞塞县。

## 人口

1962-2008年间布吉尼翁莱莫雷人口变化图示

布吉尼翁莱莫雷于2022年1月1日时的人口数量为45人。